# Iuliodunum
Iuliodunum ist eine in der neulateinischen Dichtung des 16. Jahrhunderts erfundene, bald weitverbreitete Bezeichnung für die französische Stadt Loudun (lateinischer Name im Mittelalter: Losdunum, im Jahr 1059 belegt). Jahrhunderte später gilt Iuliodunum (bzw. Juliodunum) immer noch als antike Bezeichnung für die Stadt Loudun.
Der Begriff Iuliodunum erscheint erstmals 1530 in dem Titel einer Ode, die der neulateinische Dichter Salmon Macrin (lateinischer Künstlername ab 1528: Salmonius Macrinus Iuliodunensis) seiner Geburtsstadt Loudun widmet: Alloquitur Iuliodunum (frei übersetzt: „Anrufung an Loudun“).
Bei der Erfindung dieser poetischen Bezeichnung besteht das Anliegen des Dichters darin, eine enge Verbindung zwischen Julius Caesar und seiner Heimatstadt Loudun zu suggerieren (Verschmelzung der Namen Iulius und Lodun: Iu-lio-dun-). Dadurch gewinnt Loudun das Prestige einer „von Julius Caesar gegründeten Stadt“ und der Dichter, der zuvor, 1528, in dieser Absicht den Beinamen Iuliodunensis gewählt hatte, das Prestige eines „Sprosses der von Julius Caesar gegründeten Stadt Loudun“.